# Alto Urola
El Alto Urola (en euskera y oficialmente Urola Garaia) es una de las comarcas de Guipúzcoa. Limita al norte con la comarca de Urola Costa, al oeste con la del Alto Deva y al este y sur con la del Goyerri. Tiene alrededor de 25.000 habitantes y el municipio principal es Zumárraga. Comprende los municipios de:
- Zumárraga: 9.668 habitantes (INE 2020).
- Legazpia: 8.321 habitantes (INE 2020).
- Villarreal de Urrechua: 6.782 habitantes (INE 2020).
- Ezquioga-Ichaso*: 601 habitantes (INE 2020).

* Geográficamente, el sur del término municipal de Ezquioga-Ichaso se sitúa en el valle del río Oria, y por lo tanto, en la comarca del Goyerri, puesto que sus aguas desembocan en el Oria. No obstante, administrativamente, se encuentra en la comarca del Alto Urola.

## Entorno natural
Aquí nace el río Urola, que atraviesa la comarca en su curso hacia el mar.

## Servicios
El Hospital de Zumárraga ofrece servicios sanitarios tanto para los habitantes de esta comarca como para los del Medio Urola y el Goyerri, siempre dentro de la oferta pública de Osakidetza.